# Вагин, Александр Николаевич
Александр Николаевич Вагин (13 (25) августа 1884, Киев — 18 апреля 1953, Сан-Франциско) — генерал-майор, писатель, начальник контрразведывательного отделения штаба 3-й армии (1917), командир Оренбургской армейской группы Южной армии. В эмиграции стал председателем Объединенного комитета русских национальных организаций в Сан-Франциско и первым председателем Русского центра (1940—1947).

## Биография

### Ранние годы. Первая мировая война
Александр Вагин родился 13 (25) августа 1884 года в Киеве в семье сотника оренбургских казаков. Александр окончил Второй Оренбургский кадетский корпус в 1902 году, после чего поступил в Константиновское артиллерийское училище, из которого выпустился в 1904. Кроме того, в 1910 году он закончил два класса Николаевской военной академии (по второму разряду).
Вагин начал служить в первый день осени 1902 года. Он был зачислен во 2-ю Оренбургскую казачью батарею, затем — в 5-й и 6-й казачьи полки, где он с 1911 года являлся командиром сотни. Получил чин подъесаула в том же году. С середины 1912 по март 1913 Александр Николаевич командовал конвоем при российском консульстве в Кашгаре.
Впоследствии Александр Вагин находился на льготе по состоянию здоровья. В июле 1914 года он был мобилизован в 13-й Оренбургский казачий полк. В августе принял командование сотней Оренбургского 18-го казачьего полка — стал участником Первой мировой войны. В том же году Вагин был причислен к Генеральному штабу: стал старшим адъютантом штаба 49-й пехотной дивизии. После этого он снова служил в 18-м полку.
5 (18) апреля 1915 года Александр Николаевич получил звание есаула (со старшинством с 1914), был временно отчислен из полка по болезни. По возвращении был прикомандирован к штабу XXIV армейского корпуса, где исполнял обязанности обер-офицера для поручений. С декабря 1915 года он являлся старшим адъютантом штаба Сибирской казачьей дивизии.
В марте 1916 года Вагин был переведён в корпус офицеров Генерального штаба «с переименованием в капитаны» (со старшинством с 1913). Он стал помощником старшего адъютанта в 3-й армии, затем — с 1917 года — штаб-офицером для поручений при штабе 20-го армейского корпуса. В июле он был назначен начальником контрразведывательного отделения штаба 3-й армии. В августе 1917 года Александр Вагин стал подполковником и вскоре получил должность старшего адъютанта отдела генерал-квартирмейстера штаба 3-й армии. Он был уволен из армии новыми, большевистскими властями. Несмотря на увольнение, 11 декабря А. Н. Вагин был командирован в Брест-Литовск в составе делегации для ведения мирных переговоров.

### Гражданская война и эмиграция
С развёртыванием Гражданской войны, Вагин стал начальником штаба Оренбургского военного округа (с конца июня 1918), а с октября — Юго-Западной армии (позже — Оренбургской отдельной). 4 октября 1918 года указом войскового правительства оренбургских казаков «за искусное составление плана занятия города Орска и личную рекогносцировку подступов к нему» был произведён в полковники. Был также зачислен в казачье войско. В первый день 1919 года по приказу адмирала Колчака «за отличие в делах против неприятеля» Александр Николаевич стал генерал-майором Белого движения. В апреле он временно командовал Оренбургской армией, а в июне — Оренбургской армейской группой Южной армии (вплоть до момента её расформирования).
Впоследствии, с июля 1919 года, А. Н. Вагин занимал должность начальника штаба Иркутского военного округа. Оказался в эмиграции в Китае, проживал в Харбине. Уже после падения белого Приморья он участвовал в повстанческом движении, руководимым генерал-майором И. Ф. Шильниковым. После ареста Шильникова китайскими властями, Вагин вернулся в Харбин, откуда, получив сведения о своём предстоящем аресте, эмигрировал с семьей в США, через Японию. В Сан-Франциско Александр Николаевич вступил в Общество русских ветеранов Великой войны (1924—1936), а также — в РОВС. В 1932 году он стал начальником унтер-офицерских курсов, а с 1935 — председателем Объединенного комитета русских национальных организаций в Сан-Франциско. Также являлся первым председателем Русского центра: с 1940 по 1947 год. Александр Николаевич Вагин скончался 18 апреля 1953 года и был похоронен на Сербском кладбище в местечке Колма близ Сан-Франциско.

## Награды
- Орден Святой Анны 4 степени (1914): «за храбрость»
- Орден Святой Анны 3 степени (1906) — мечи и бант (1915)
- Орден Святого Станислава 2 степени с мечами (1915)
- Орден Святого Владимира 4 степени с мечами и бантом (1915)
- Орден Святой Анны 2 степени с мечами (1915, утвержден в 1916)
- Орден Святого Станислава 3 степени с мечами и бантом (1916)
- Светло-бронзовая медаль «В память 300-летия царствования дома Романовых» (1913)
- Благодарность полковника И. Г. Акулинина (1918)[4]

## Произведения
- Вагин А. Размышления о диктатуре // Вестник Объединения офицеров Генерального штаба. — Сан-Франциско, 1932. — № 2.
- Вагин А. Большая дорога: Очерк ведущих сил русской культуры и цивилизации // Вестник Объединения офицеров Генерального штаба. — Сан-Франциско, 1940.
- Рукописи «Аристократия» и «М. Д. Скобелев»[4].

## Семья
Александр Вагин был женат на уроженке Оренбургской губернии Надежде Петровне Грен; в их семье было двое детей: Николай (род. 1916) и Ирина (род. 1919).